# Краян, Желько
Желько Краян (хорв. Željko Krajan; родился 3 февраля 1979 года в Вараждине, СФРЮ) — хорватский теннисист и тренер.

## Общая информация
Родителей Желько зовут Дубравка и Желько-старший.
Хорват в теннисе с шести лет. Лучший удар — бэкхенд, любимое покрытие — грунт.

## Спортивная карьера
Желько был сравнительно успешен в игровые годы: будучи юниором он смог пробиться в Top100 классификации среди старших юниоров, отметившись локальными успехами на второстепенных турнирах. Следом Краян попробовал себя во взрослом туре, где к 22 годам смог войти в первую сотню одиночного рейтинга, выиграть несколько «фьючерсов» и один «челленджеров», а также выйдя в свой первый и единственный полуфинал на соревнованиях основного тура ATP: в Умаге. В 2003 году хорват дебютировал на взрослых соревнованиях серии Большого шлема, где трижды, безуспешно, штурмовал барьер первого круга. Ещё до этого — в 1998-99 году, по протекции национальной федерации — Желько привлекался в сборную страны в Кубке Дэвиса и даже сыграл за неё три матча. Развитие результатов было прервано в 2003 году серией травм: сначала была сделана операция на плече, через год была получена травма четырёхглавой мышцы бедра. после которых Краян так и не смог вернуться на свой пиковый уровень и в 2006 году завершил карьеру игрока.
Покончив с одной частью своего пребывания в спорте хорват переключился на другую: попробовав себя на тренерском поприще: сначала помогая соотечественнику Саше Туксару, а затем помогая Хайнцу Гюнтхардту в его академии. В октябре 2007, по рекомендации своего соотечественника Ивана Любичича, Желько стал работать с россиянкой Динарой Сафиной, которая под его руководством в короткие сроки стала одним из лидеров женского одиночного тура и даже возглавила рейтинг-лист. Сотрудничество продолжилось до мая 2010 года, принеся Сафиной несколько финалов на турнирах Большого шлема. К концу сотрудничества у россиянки обострились проблемы со спиной, приведшие к падению результатов и последующему завершению карьеры. Расставшись с Динарой, хорват был постоянно востребован как тренер, успев поработать с Доминикой Цибулковой, Еленой Янкович, Лорой Робсон, Маркосом Багдатисом, Полоной Херцог и Борной Чоричем. В 2012 году Краян также возглавил сборную Хорватии в Кубке Дэвиса, сменив на этом посту Горана Прпича.
Активная работа в женском туре имела и другие последствия — в ноябре 2014 года Желько объявил о помолвке со своей тогдашней подопечной Полоной Херцог.

## Рейтинг на конец года
| Год  | Одиночный рейтинг | Парный рейтинг |
| 2006 |                   | 975            |
| 2005 | 448               | 1 066          |
| 2004 | 424               | 714            |
| 2003 | 220               | 735            |
| 2002 | 108               | 617            |
| 2001 | 170               | 664            |
| 2000 | 599               | 790            |
| 1999 | 280               | 943            |
| 1998 | 398               | 418            |
| 1997 | 409               | 664            |
| 1996 | 546               | 1 013          |
| 1995 | 1 211             |                |
| 1994 | 1 091             | 1 130          |

## Выступления на турнирах

### Финалы челленджеров и фьючерсов в одиночном разряде (13)

#### Победы (9)
| Условные обозначения |
| Челленджеры (1)      |
| Фьючерсы (8+6)       |

| Титулы по покрытиям | Титулы по месту проведения матчей турнира |
| ------------------- | ----------------------------------------- |
| Хард (1+2)          | Зал (1+1)                                 |
| Грунт (8+4)         | Зал (1+1)                                 |
| Трава (0)           | Открытый воздух (8+5)                     |
| Ковёр (0)           | Открытый воздух (8+5)                     |

| №  | Дата             | Турнир                         | Покрытие | Соперник в финале    | Счёт           |
| 1. | 19 июля 1996     | Мурска-Собота, Словения        | Грунт    | Изток Бозич          | 6-3 6-1        |
| 2. | 31 мая 1997      | Сплит, Хорватия                | Грунт    | Ивица Анчич          | 6-3 4-6 6-1    |
| 3. | 9 августа 1998   | Словения                       | Грунт    | Ян Вацек             | 6-3 6-3        |
| 4. | 30 августа 1998  | Умаг, Хорватия                 | Грунт    | Иво Карлович         | 6-3 3-6 6-3    |
| 5. | 30 мая 1999      | Филлинген-Швеннинген, Германия | Грунт    | Юхан Сеттергрен      | 6-4 6-1        |
| 6. | 6 июня 1999      | Хоэнбрунн, Германия            | Грунт    | Джеймс Секулов       | 6-4 4-6 6-0    |
| 7. | 24 марта 2000    | Ровинь, Хорватия               | Грунт    | Марко Ткалец         | 6-1 6-4        |
| 8. | 30 сентября 2001 | Камник, Словения               | Грунт    | Василис Мазаракис    | 6-2 3-6 7-6(7) |
| 9. | 16 января 2005   | Штутгарт, Германия             | Хард(i)  | Беньямин Эбрахимзаде | 6-3 6-4        |

#### Поражения (4)
| №  | Дата             | Турнир            | Покрытие | Соперник в финале     | Счёт        |
| 1. | 23 мая 1997      | Сплит, Хорватия   | Грунт    | Иван Любичич          | 3-6 6-7     |
| 2. | 26 августа 2001  | Женева, Швейцария | Грунт    | Деннис ван Схеппинген | 3-6 2-6     |
| 3. | 16 июня 2002     | Вайден, Германия  | Грунт    | Луис Орна             | 0-6 4-6     |
| 4. | 11 сентября 2005 | Кемптен, Германия | Грунт    | Люк Соренсен          | 6-4 3-6 5-7 |

### Финалы челленджеров и фьючерсов в парном разряде (11)

#### Победы (6)
| №  | Дата            | Турнир                | Покрытие | Партнёр               | Соперники в финале               | Счёт            |
| 1. | 16 ноября 1997  | Ираклион, Греция      | Хард     | Хуан-Игнасио Карраско | Ларс Киршнер Маттиас Мюллер      | 7-5 6-7 — отказ |
| 2. | 8 мая 1998      | Сплит, Хорватия       | Грунт    | Иво Карлович          | Борис Боргула Томаш Цатар        | 6-3 6-4         |
| 3. | 15 мая 1998     | Сплит, Хорватия       | Грунт    | Иво Карлович          | Йосип Думанич Владимир Север     | 4-6 7-5 6-4     |
| 4. | 22 мая 1998     | Сплит, Хорватия       | Грунт    | Иво Карлович          | Стефан Матьё Оливье Морель       | 7-6 6-0         |
| 5. | 28 июня 1998    | Вели-Лошинь, Хорватия | Грунт    | Саша Хиршзон          | Иво Карлович Игорь Сарич         | 7-6 6-3         |
| 6. | 11 февраля 2001 | Брессюир, Франция     | Хард(i)  | Иван Цинкус           | Алессандро Мотти Андреа Стоппини | 6-4 6-1         |

#### Поражения (5)
| №  | Дата            | Турнир               | Покрытие | Партнёр               | Соперники в финале            | Счёт        |
| 1. | 16 мая 1997     | Сплит, Хорватия      | Грунт    | Йосип Думанич         | Яхья Думбия Дмитрий Томашевич | 6-7 6-1 3-6 |
| 2. | 2 ноября 1997   | Ираклион, Греция     | Хард     | Хуан-Игнасио Карраско | Вим Нефс Джалмар Систерманс   | 6-2 6-7 3-6 |
| 3. | 29 мая 1998     | Сплит, Хорватия      | Грунт    | Иво Карлович          | Стефан Матьё Оливье Морель    | 2-6 7-6 2-6 |
| 4. | 20 февраля 2000 | Загреб, Хорватия     | Хард(i)  | Роко Каранушич        | Ивица Анчич Марио Анчич       | 4-6 7-5 5-7 |
| 5. | 14 мая 2000     | Тойрерсхоф, Германия | Грунт    | Ловро Зовко           | Бобби Альтелар Ян Вайнцирль   | 4-6 5-7     |